# Every Morning (canção)
"Every Morning" é uma canção gravada pela banda estadunidense Sugar Ray, lançada como o primeiro single de seu terceiro álbum de estúdio, 14:59 (1999). Seu primeiro single comercialmente disponível nos Estados Unidos, "Every Morning" alcançou o número um nas tabelas musicais Billboard  Modern Rock Tracks Chart nos Estados Unidos e pela canadense RPM Top Singles Chart, neste último, tornou-se o segundo single de maior êxito do país de 1999. Além disso, alcançou o número três pela Billboard Hot 100 e número dez pela UK Singles Chart, tornando-se o single mais bem sucedido da banda em ambas as tabelas. 
"Every Morning" foi escolhida com uma das canções mais populares do ano de 1999, pela Triple J Hottest 100, através dos ouvintes da rádio australiana Triple J.

## Composição
"Every Morning" é uma faixa de rock alternativo com elementos de flamenco pop. Foi composta em tempo comum com uma tonalidade de lá♭ maior e prossegue em um andamento moderado, tocado em  mezzo-forte. A canção tem uma progressão de acordes de A♭–D♭–A♭–D♭–E♭5.
O refrão de "Every Morning" faz referência a faixa "Suavecito" (1971) do grupo Malo bem como de "Grazing in the Grass" (1968) de Hugh Masekela. O vocalista Mark McGrath explicou que "Suavecito" foi referenciado pois na Califórnia, era como o hino do low rider" e ficou em "sua mente". Além disso, acrescentou que durante o processo de composição de "Every Morning", criou-se uma parte semelhante a "Suavecito", que seria modificada depois, então decidiu-se por deixa-la.

## Faixas e formatos
CD, cassette single e vinil 7 polegadas dos Estados Unidos
1. "Every Morning" – 3:39
2. "Even Though" – 2:35

CD single do Reino Undio, Europa e Austrália
1. "Every Morning" – 3:39
2. "Rivers" – 2:50
3. "Aim for Me" (main version) – 2:29

## Desempenho nas tabelas musicais
| Tabela musical (1999)                              | Melhor posição |
| -------------------------------------------------- | -------------- |
| Alemanha (Offizielle Deutsche Charts)              | 86             |
| Austrália (ARIA)                                   | 17             |
| Canadá (RPM Top Singles)                           | 1              |
| Canadá (RPM Adult Contemporary)                    | 10             |
| Canadá (RPM Rock/Alternative)                      | 21             |
| Escócia (Scottish Singles Chart)                   | 10             |
| Estados Unidos (Billboard Hot 100)                 | 3              |
| Estados Unidos (Billboard Adult Alternative Songs) | 1              |
| Estados Unidos (Billboard Adult Contemporary)      | 27             |
| Estados Unidos (Billboard Adult Top 40)            | 1              |
| Estados Unidos (Billboard Alternative Airplay)     | 1              |
| Estados Unidos (Billboard Mainstream Rock)         | 38             |
| Estados Unidos (Billboard Mainstream Top 40)       | 1              |
| Europa (Eurochart Hot 100)                         | 37             |
| Islândia (Íslenski Listinn Topp 40)                | 21             |
| Irlanda (IRMA)                                     | 24             |
| Nova Zelândia (Recorded Music NZ)                  | 17             |
| Reino Unido (UK Singles Chart)                     | 10             |

| Tabela musical (1999)               | Posição |
| ----------------------------------- | ------- |
| Australia (ARIA)                    | 62      |
| Canadá (RPM Top Singles)            | 2       |
| Canadá (RPM Adult Contemporary)     | 23      |
| Estados Unidos (Hot 100)            | 8       |
| Estados Unidos (Adult Top 40)       | 4       |
| Estados Unidos (Alternative Songs)  | 5       |
| Estados Unidos (Mainstream Top 40)  | 4       |
| Reino Unido (Music Week UK Airplay) | 16      |

### Certificações
| País           | Provedor | Certificação |
| -------------- | -------- | ------------ |
| Austrália      | ARIA     | Ouro         |
| Estados Unidos | RIAA     | Ouro         |

## Créditos e pessoal
Créditos de "Every Morning" são retirados do encarte do CD single:
Estúdios
- Gravação em Swing House, Sunset Sound Studio, Ocean Way Recording e Studio 56 (Los Angeles)
- Mixagem em Scream House (Los Angeles)
- Masterização em Precision (Los Angeles)

Pessoal
- Sugar Ray – escrita, vocais
- David Kahne – composição adicional, produção, programação, engenharia, mixagem, masterização
- Richard Bean – composição adicional
- Abel Zarate – composição adicional
- Pablo Tellez – composição adicional
- John Travis – engenharia, mixagem
- Steve Gallagher – engenharia adicional
- Chip Quigley – gestão

## Histórico de lançamento
| Região         | Data                   | Formato                  | Gravadora     | Ref.   |
| -------------- | ---------------------- | ------------------------ | ------------- | ------ |
| Estados Unidos | 1 de dezembro de 1998  | Alternative radio        | Atlantic Lava | [ 41 ] |
| Estados Unidos | 15 de dezembro de 1998 | Contemporary hit radio   | Atlantic Lava | [ 42 ] |
| Estados Unidos | 16 de março de 1999    | 7-inch vinil CD cassette | Atlantic Lava | [ 43 ] |
| Reino Unido    | 17 de maio de 1999     | CD cassette              | Atlantic Lava | [ 44 ] |